# 曲石镇
曲石镇，是中华人民共和国云南省保山市腾冲市下辖的一个镇。

## 行政区划
曲石镇下辖以下地区：
曲石社区村、高原村、大平地村、水平村、红木村、双河村、江苴村、大坝村、佑土村、箐桥村、江南村、公平社区村、秧草塘村、双龙村、回街村、清河村和干乍村。

## 中国传统村落
2013年8月，江苴古村、箐桥村被评为第二批中国传统村落。